# Tito Quíncio Capitolino Barbato
Tito Quíncio Capitolino Barbato (em latim: Titus Quinctius Capitolinus Barbatus) foi um político da gente Quíncia nos primeiros anos da República Romana eleito cônsul por seis vezes, em 471, 468, 465, 446, 443 e em 439 a.C., com Ápio Cláudio Sabino Inregilense, Quinto Servílio Prisco, Quinto Fábio Vibulano, Agripa Fúrio Medulino Fuso, Marco Gegânio Macerino e Agripa Menênio Lanato respectivamente. Foi o primeiro Quíncio a chegar ao consulado. Era pai de Tito Quíncio Capitolino Barbato (cônsul em 421 a.C.).

## Primeiro consulado (471 a.C.)
Foi eleito pela primeira vez em 471 a.C. com o colega Ápio Cláudio Sabino Inregilense, este último graças ao apoio dos patrícios que se opunham à aprovação da Lex Publilia Voleronis.
Durante o conflito entre patrícios e plebeus para a aprovação da Lex Publilia Voleronis, Tito Quíncio assumiu uma posição menos intransigente que a de Ápio Sabino e, por isso, lhe coube a mediação entre as duas ordens, impedindo que as tensões se transformassem num conflito aberto. A sua intervenção foi determinante para salvar seu colega da fúria da população durante um dos comícios nos quais se discutia a lei.
Logo em seguinda, à Ápio Cláudio coube o comando da campanha contra os volscos e à Quíncio, a contra os équos. Estes dois povos, vizinhos de Roma, aproveitavam qualquer distúrbio social na cidade para realizar raides e saques em território romano. Ao contrário da campanha contra os volscos, uma derrota para os romanos por causa das tensões com a plebe e a atitude severa de Ápio Cláudio, a campanha contra os équos terminou bem graças à posição conciliatória de Tito Quíncio.

## Segundo consulado (468 a.C.)
Em 468 a.C., Tito Quíncio foi novamente eleito, desta vez com Quinto Servílio Prisco, somente com os votos dos patrícios, pois a plebe se recusou a participar das eleições.
A Quinto foi confiada a campanha contra os sabinos, que haviam saqueado duramente o território de Crustumério (em latim: Crustumerium), que chegaram até a Porta Colina, enquanto Tito Quíncio liderava a campanha contra os volscos e équos, que se aliaram contra Roma.

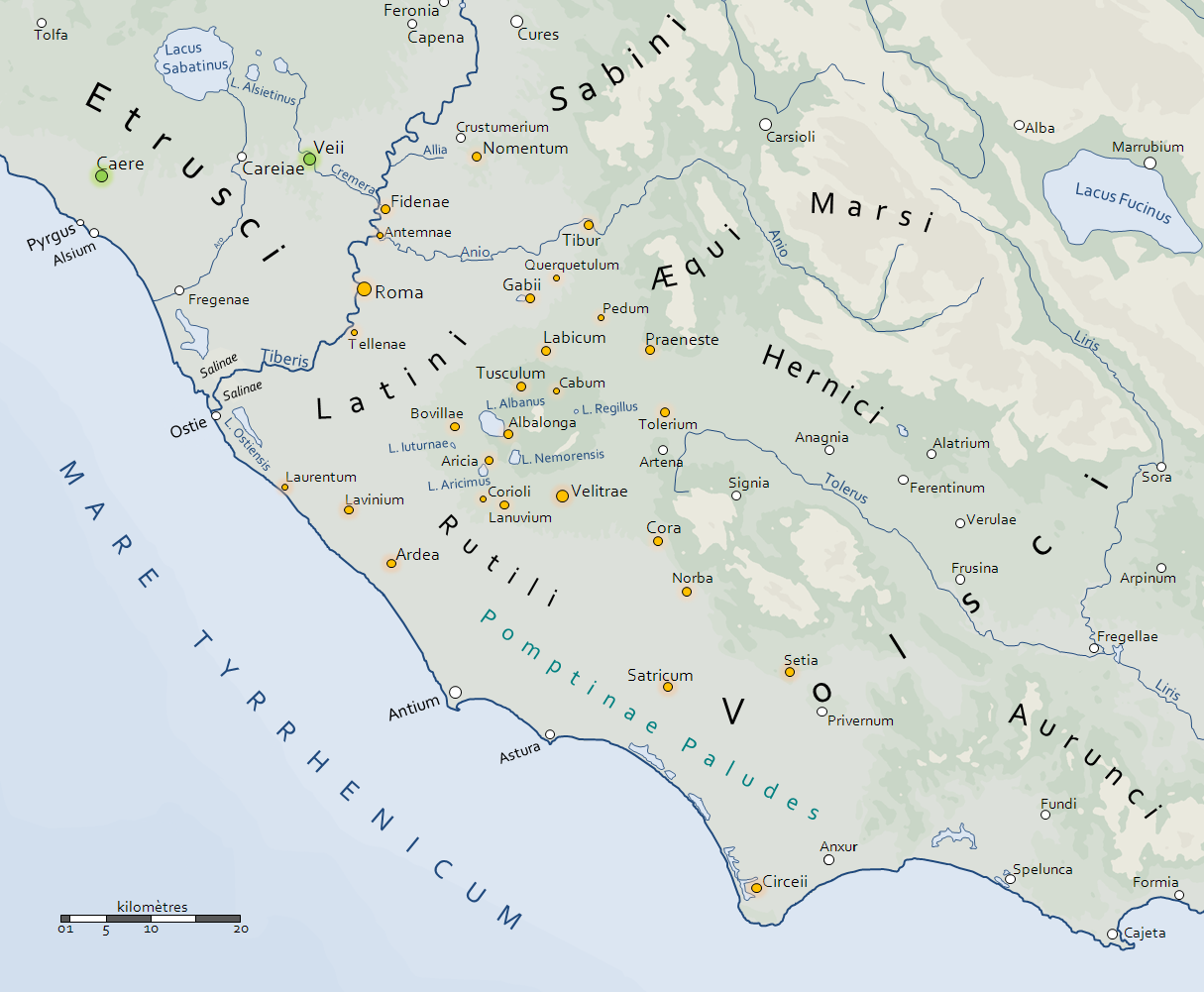
Mapa da região vizinha da Roma Antiga, onde se passaram todos os eventos da vida de Tito Quíncio.

Em resposta ao ataco dos sabinos, Quinto Servílio enviou uma expedição que devastou o território deles e retornou com um butim ainda maior do que o conquistado pelos sabinos.
Durante a campanha contra os volscos, apesar de uma posição inicial de inferioridade numérica e posicional, o Tito Quíncio e seu exército tomar o acampamento dos volscos, que bateram em retirada em direção a Anzio (em latim: Antium). Os romanos cercaram a cidade e conseguiram, dias de depois, que ela se rendesse, menos por causa das ações similares e muito por conta da desmoralização das tropas volscas depois da derrota sofrida na batalha. Por esta conquista, Tito Quíncio recebeu um triunfo.

## Terceiro consulado (465 a.C.)
Em 465 a.C., foi eleito pela terceira vez, desta vez com Quinto Fábio Vibulano, único varão sobrevivente da gente Fábia, já em seu segundo consulado.
Os dois cônsules invadiram o território dos équos, culpando-os de não terem mantido a paz firmada com os romanos, violando-a com seus frequentes raides. A batalha, travada perto do monte Algido, foi favorável aos romanos, que tomaram o acampamento inimigo.
Na ocasião ainda ocorriam numerosos raides équos em território romano, com um grande temor se espalhando entre os fazendeiros. Tito Quíncio encerrou a confusão perseguindo os salteadores e levando-os direto para uma emboscada preparada por Quinto Fábio, que os aniquilou definitivamente.
Neste mesmo ano, Roma realizou um censo, cujo resultado foi celebrado por Tito Quíncio: 
| “ | Em seguida foi realizado o censo e Quíncio celebrou o sacrifício final. Aparentemente, os cidadãos registrados — excluindo-se órfãos e viúvas — chegaram a 104 714. | ” |
|   | — Lívio, Ab Urbe Condita Libri III, 3. |   |

## Terceiro consulado e a guerra contra os équos (464 a.C.)
Em 464 a.C., na época dos cônsules Espúrio Fúrio Medulino Fuso e Aulo Postúmio Albo Regilense, Roma novamente entrou em guerra contra os équos, que ameaçavam o território dos hérnicos, aliados romanos.
O comando do exército foi confiado a Fúrio Medulino enquanto Postúmio permanecia em Roma. A batalha foi travada em território hérnico e não foi favorável aos romanos, inferiores em número, que, para não serem aniquilados, se retiraram abandonando o próprio acampamento, imediatamente tomado pelos inimigos. Em Roma, o Senado decidiu confiar o socorro a Tito Quíncio, que recebeu o poder consular (procônsul), enquanto o outro cônsul, Postúmio, continuava com a missão de defender o território romano e sua capital.
Tito Quíncio, com seu próprio contingente reforçado por unidades emprestadas pelos aliados latinos e hérnicos, conseguiu socorrer o cônsul em perigo, atacando o campo inimigo. Não apenas isso, com um movimento de pinça, coordenando suas forças (que incluía as que estavam sob o comando de Fúrio), com as de Postúmio, que haviam saído do território romano, ele conseguiu infligir uma dura derrota aos équos, que se dispersaram e passaram a saquear o território romano em bandos.

## Quarto consulado (446 a.C.)
Em 446 a.C., quase vinte anos depois de seu mandato anterior, foi novamente eleito juntamente com Agripa Fúrio Medulino Fuso.
Aproveitando dos distúrbios internos em Roma, entre patrícios e plebeus, volscos e équos, pela enésima vez, invadiram o território romano e chegaram, praticamente sem enfrentar oposição, até os portões da cidade. Naquela situação terrível, Tito Quíncio faz um discurso ao povo romano reunido, urgindo-os a deixar de lado a luta entre as classes, preservado integralmente por Lívio.
| “ | Continuais as tuas estreitas assembleias e continuais a viver bem no Fórum: mas é necessário tomar as armas — o que vós se negais a fazer — urgentemente. Ponderamos marchar contra équos e volscos? A guerra agora está sobre nós. Se vós não a enfrentardes, ela estará logo dentro das muralhas e no alto do Capitólio, chegando até mesmo às vossas casas! | ” |
|   | — Lívio, Ab urbe condita libri III, 4, 68. |   |

Alistado rapidamente um exército, Agripa Fúrio cedeu o comando de suas próprias legiões a Tito Quíncio para uma campanha mais eficiente, algo que ele não precisava fazer, mas que lhe valeu a estima e o reconhecimento do colega. A Batalha de Corbio foi curta e sangrenta, com os romanos, vitoriosos, retornando à cidade com o butim que os inimigos haviam amealhado.
O ano consular foi, porém, manchado pela decisão do povo romano reunido, incitado por Públio Escápio, de reivindicar os territórios disputados entre Ardea e Ariccia, que haviam solicitado ajuda de Roma para resolver a questão.

## Interrex (444 a.C.)
Em 444 a.C., depois de um decreto pelo qual os áugures decretaram nula a eleição dos três primeiros tribunos consulares eleitos para o ano, Tito Quíncio foi nomeado interrex dos patrícios. Seu mandato durou vários dias, pois não se conseguia decidir se se deviam ser nomeados os cônsules ou os tribunos militares.
No final, os patrícios levaram a melhor sobre a plebe e Tito nomeou Lúcio Semprônio Atratino e Lúcio Papírio Mugilano cônsules pelo resto do ano.

## Quinto consultado (443 a.C.)
Tito Quíncio foi eleito cônsul no ano seguinte juntamente com Marco Gegânio Macerino, que já estava em seu segundo mandato. Durante o mandato dos dois, foi instituída a magistratura do censor, sobretudo para aliviar os cônsules das tarefas referentes aos censos.
A Marco Gegânio foi confiada a missão de re-estabelecer a ordem em Ardea, aliada de Roma, depois que os plebeus ardeatinos passaram a atacar seus patrícios, confinados na fortaleza da cidade. Tito Quíncio ficou em Roma administrando a cidade, tratando de garantir os direitos de patrícios e plebeus, o que ele parece ter conseguido, pois nenhum conflito foi registrado neste ano.

## Sexto consulado (439 a.C.)
Num feito inédito até então, Tito Quíncio foi eleito para um sexto consulado, em 439 a.C., juntamente com Agripa Menênio Lanato.
Lúcio Minúcio, eleito praefectus annonae (responsável pelo suprimento alimentício) para o ano, acusou Espúrio Mélio de conspirar para restaurar a monarquia. Tito Quíncio, acusado pelo Senado de ter feito pouco para acabar com a conspiração, propôs conferir a Cincinato a ditadura para que pudesse agir com os plenos poderes da função.
Debelado o complô com a morte de Espúrio Mélio pelas mãos de Caio Servílio Aala, que teve o apoio do ditador, os senadores tiveram que ceder à pressão dos tribunos da plebe para que, no ano seguinte, o governo de Roma fosse dos tribunos consulares.

## Batalha de Fidenas (437 a.C.)
Em 437 a.C., na campanha militar contra Fidenas, que deixou a aliança com Roma para uma nova com veios, capenos e faliscos foram enfrentados pelo ditador Mamerco Emílio Mamercino.
Na batalha, que terminou em vitória romana, a Tito Quíncio foi confiada a ala esquerda do exército romano, que enfrentou os soldados etruscos liderados por Tolúmio.